# Frico
Le frico (en frioulan : frico) est un plat à base de fromages de différents âges, de pommes de terre et d'oignons, considéré comme la préparation culinaire la plus typique du Frioul, en Italie, plus précisément de la Carnie, et de la cuisine frioulane. Il est reconnu parmi les produits agroalimentaires traditionnels du Frioul-Vénétie Julienne. Il est également répandu en Slovénie voisine et en Carinthie, où il prend le nom de frik.
Il existe deux versions populaires du plat : l'une douce et épaisse, qui est généralement servie en tranches, et l'autre fine et croquante, qui peut être utilisée soit comme garniture, soit comme antipasto.

## Histoire
Ce plat est décrit pour la première fois par Maestro Martino, cuisinier du patriarche d'Aquilée Ludovico Trevisano, sous le nom de case in patellecte, dans son ouvrage De arte coquinaria vers le milieu du XVe siècle,. Le frico a des similitudes avec un autre plat alpin, le rösti.
À l'origine, le frico était préparé dans la région qui était pauvre, comme moyen de recycler les croûtes de fromage. Il existe deux versions populaires du plat : l'une moelleuse et épaisse, qui est généralement servie en tranches, et l'autre fine et croquante, qui peut être utilisée soit comme garniture, soit comme antipasto. Alors que la version morbido (tendre) a une longue tradition, l'histoire de la version friabile (croquante) est contestée.

## Prononciation
Jusqu'à la fin du XIXe siècle, le terme en usage pour ce plat avait l'accent sur la dernière voyelle : fricò. À partir du milieu du XIXe siècle et surtout au XXe siècle, l'italien a contaminé le frioulan parlé, et comme les mots avec un accent sur la tonique finale étaient rares en italien, l'accent a été progressivement amené du « o » au « i ». Bien qu'aujourd'hui le terme frìco soit largement utilisé pour désigner le plat, fricò est la prononciation originale en frioulan.

## Caractéristiques

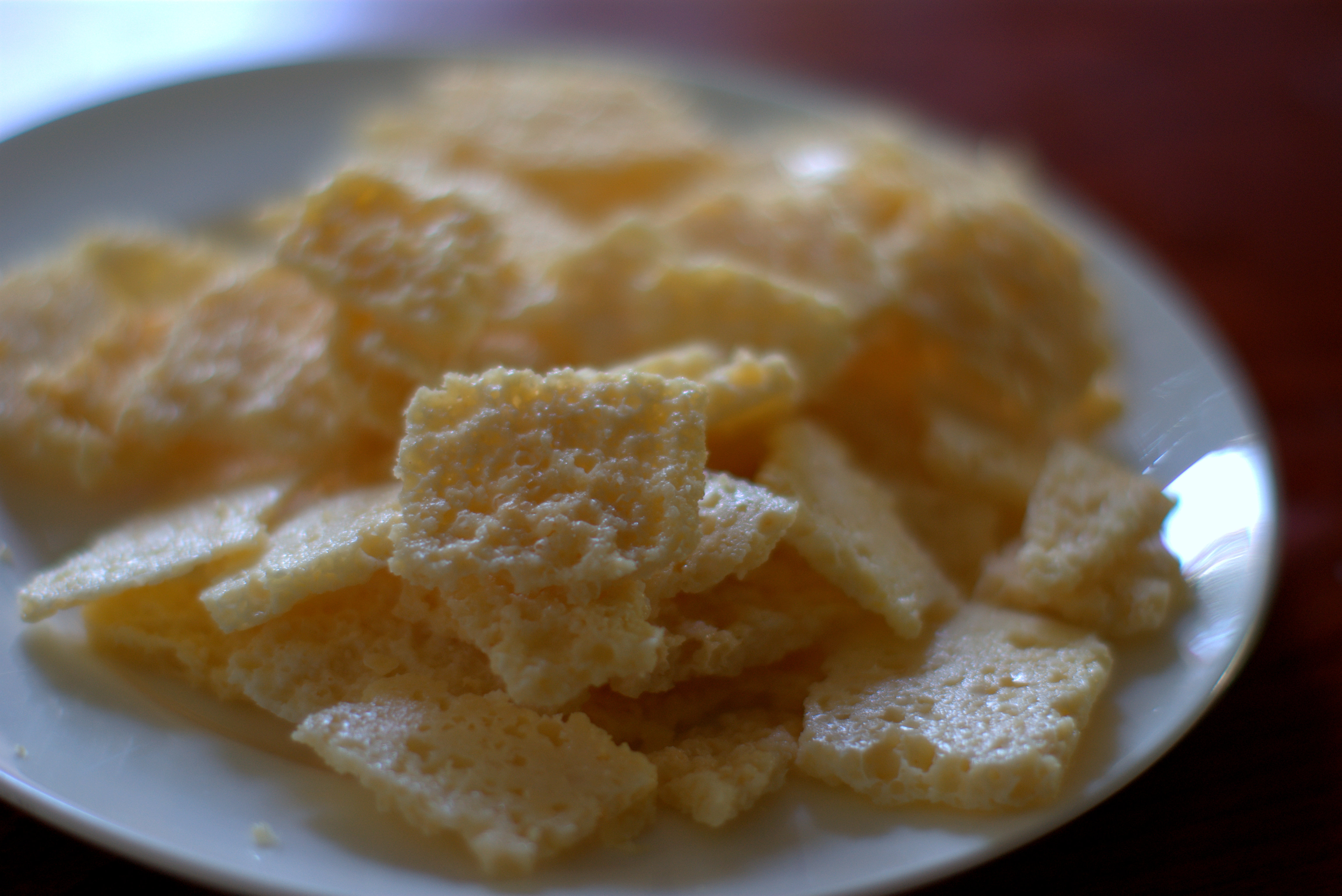
Frico friabile.

Il s'agit de fromage cuit à la poêle avec du beurre ou du lard. Il se présente en deux versions : friabile (croquant) ou morbido (tendre). Les deux peuvent se servir en entrée (antipasto) ou comme plat principal. Bien que de nos jours le frico soit considéré comme un plat festif, à l'origine sa préparation était destinée à utiliser les restes de fromage (strissulis), de fines lamelles à l'aspect similaire à la mozzarella, partie en excès après le façonnage des meules de fromage.
Le frico friabile ou croquant est très fin et préparé uniquement avec du fromage (généralement du Montasio) qui est frit dans  l'huile bouillante. Facile à modeler, il est excellent pour les terrines de champignons ou la fondue de Montasio. Il peut aussi être servi comme snack ou antipasti.
Le frico morbido se prépare avec du fromage diversement affiné, des pommes de terre, du beurre ou de l'huile et du sel, et se présente comme une grosse frittata (omelette). Dans d'autres versions, on utilise de l'oignon, ou comme alternative des poires, de la courge, des herbes aromatiques (frico de Flaibano). Il peut être enrichi par l'ajout de poireaux ou du speck.
Le Montasio est le fromage typique utilisé pour le frico ; d'autres fromages tels que l'Asiago ou même des mélanges de fromages, peuvent être utilisés.
Habituellement, les deux types de frico sont accompagnés de polenta et de vin rouge.

## Préparation
Le fromage vieilli (Montasio, laitier ou d'alpage) de 6 à 12 mois est râpé ou coupé en morceaux. Une poêle en fer légèrement graissée (ou une poêle antiadhésive) est chauffée ; une poignée de fromage, d'oignons et de pommes de terre sont étalées en une couche mince et uniforme (selon la taille de la poêle et la quantité de fromage, la couche peut être presque circulaire avec un diamètre de 10 à 15 centimètres). Elle est écrasée à la spatule pour laisser sortir l'excédent de graisse. Lorsqu'elle est dorée, elle est délicatement retirée de la poêle en évitant de la casser, et dorée de l'autre côté. Elle est ensuite retirée de la poêle et laissée à refroidir sur une feuille de papier absorbant (la tessuto carta italienne).
Traditionnellement, la cuisine se faisait sur le poêle à bois ; d'excellents résultats sont toutefois obtenus sur des brûleurs à gaz ou électriques.

## Traditions et culture populaire
Du frico est offert dans presque toutes les fêtes frioulanes, mais il a sa propre fête, qui lui est consacrée dans la localité de Flaibano, où l'on en sert une version locale typique avec des herbes et une avec des épices. Il est aussi à l'honneur lors d'une grande fête paysanne (Sagre dal Frico) à Carpacco di Dignano.
Il est également très répandu dans les restaurants et les refuges de montagne.
Traditionnellement, le frico croustillant avec de la polenta froide était le repas typique du bûcheron, idéal pour les durs travaux dans les froides montagnes alpines.
Issu d'une petite région, le frico reste relativement méconnu des Italiens. Il a attiré l'attention du public en Italie et aux États-Unis en 2013, lorsque Luca Manfè, originaire du Frioul, l'a préparé lors des demi-finales de la quatrième saison de la série télévisée MasterChef. Le frico de pommes de terre et d'œufs a également été présenté dans un épisode télévisé de 2020 de Lidia's Kitchen.